# Citrus warburgiana
Citrus warburgiana är en vinruteväxtart som beskrevs av Frederick Manson Bailey. Citrus warburgiana ingår i släktet citrusar, och familjen vinruteväxter. Inga underarter finns listade i Catalogue of Life.